# St. Marien (Hoheging)

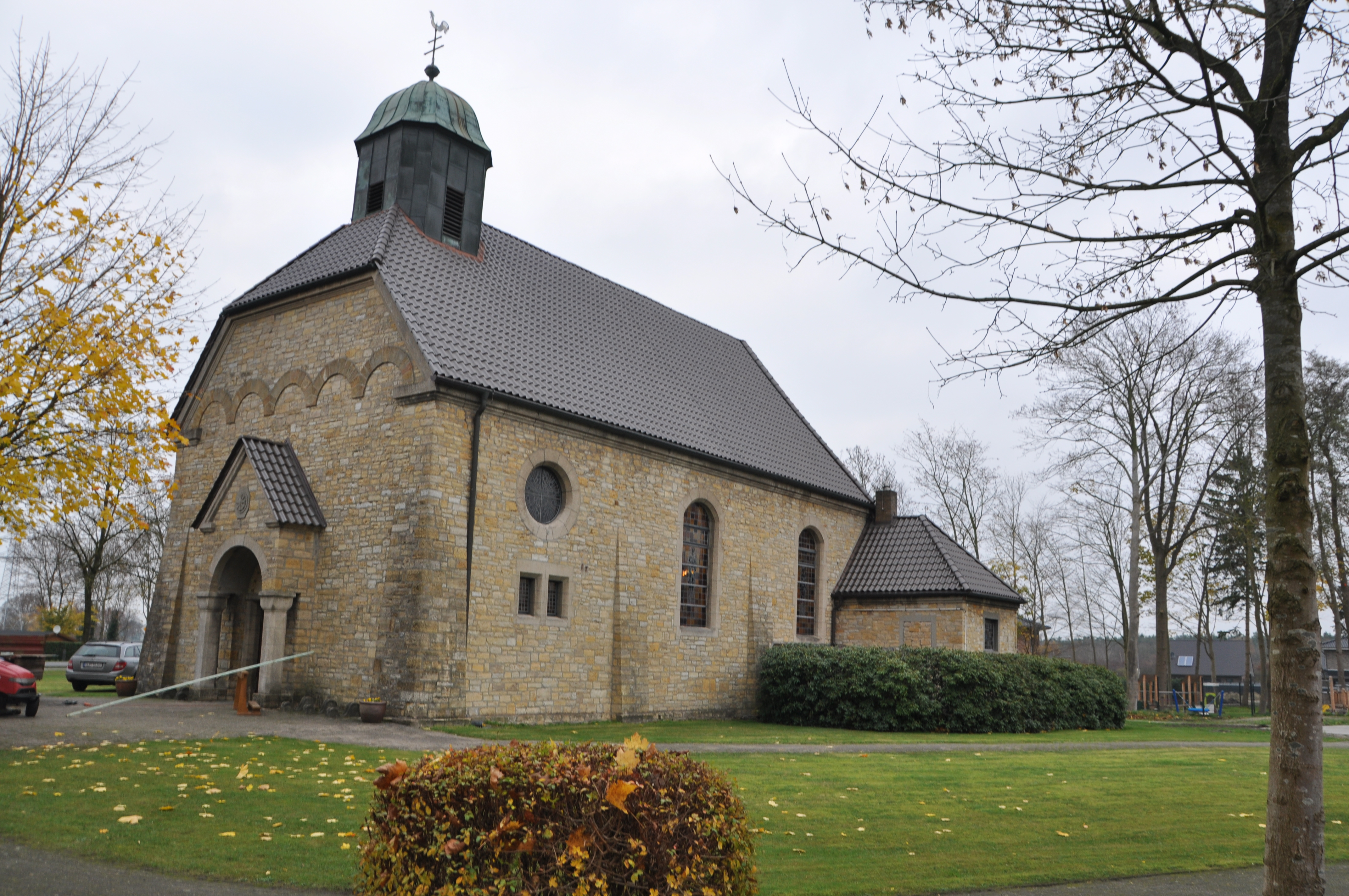
Die kath. Kirche St. Marien in Hoheging-Kellerhöhe

St. Marien in Hoheging im niedersächsischen Landkreis Cloppenburg ist eine römisch-katholische Filialkirche der Pfarrei St. Maria (Bethen). Sie steht unter dem Patrozinium der Gottesmutter Maria und gehört zum Bistum Münster. Das Gotteshaus ist eine Saalkirche im Stil der Moderne und bietet 200 Gläubigen Platz.

## Geschichte

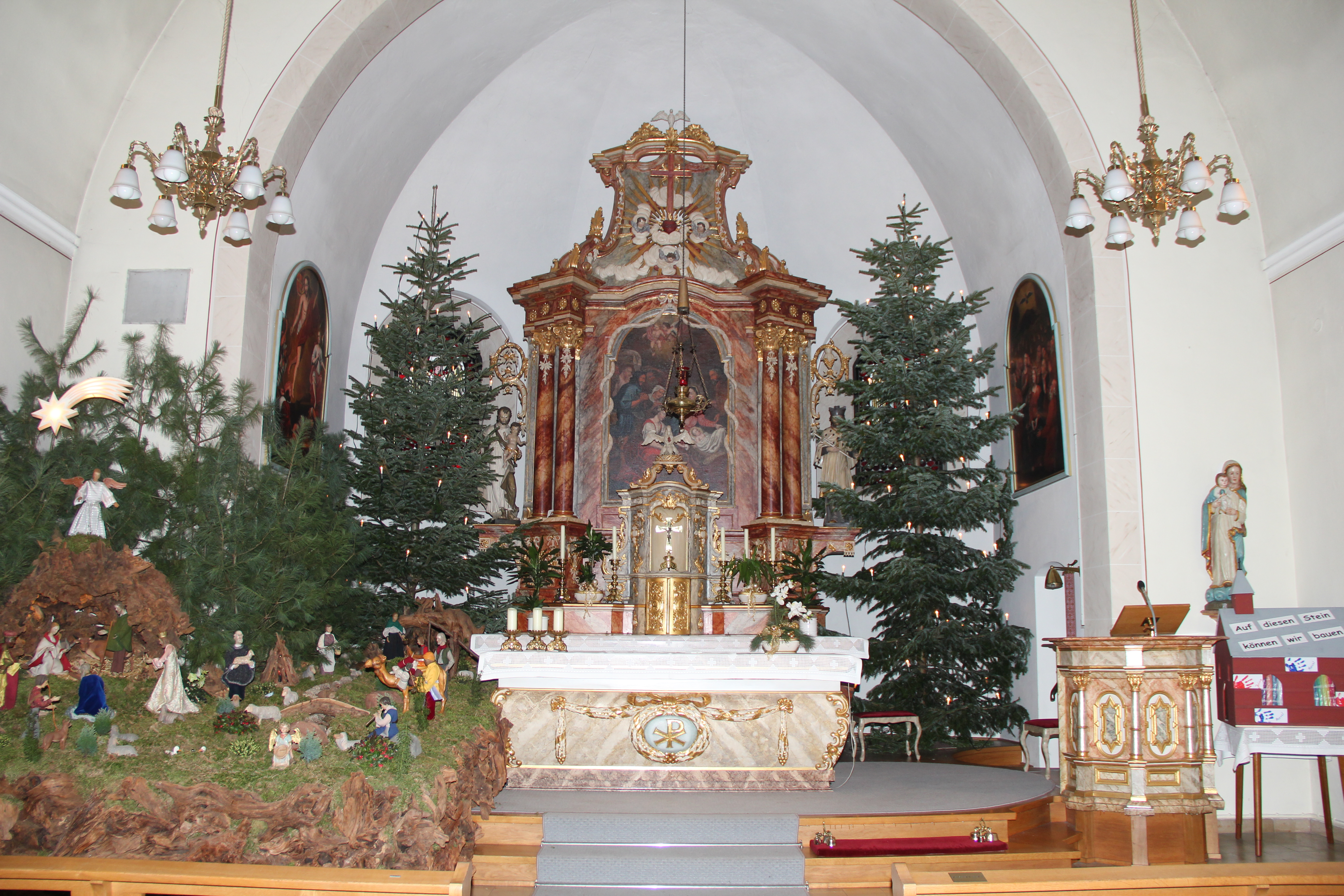
Innenansicht der kath. Kirche St. Marien

1910 wurden die ersten Siedler, die aus dem Oldenburger Münsterland und dem Osnabrücker Land stammten, in die neuen Kolonien Hoheging, Kellerhöhe und Bürgermoor eingewiesen. Weil die Wege zu den nächst gelegenen Pfarreien in den Bezirken Emstek, Cloppenburg und Garrel viel zu weit waren, wünschten sich die Katholiken dieser Region ein eigenes Gotteshaus.
Nur durch zahlreiche Spenden von Bürgern aus der näheren und weiteren Umgebung und durch unentgeltliche Dienste der Siedler konnte die vom Architekten und Oldenburger Baurat Philipp Wohlschläger entworfene Kirche gebaut und am 12. Mai 1921 der hl. Maria geweiht werden. Das neubarocke Gotteshaus besitzt ein Fundament aus Findlingen und ein Mauerwerk aus Bruchsteinquadern. St. Marien bekam 1923 ihren ersten ständigen Seelsorger und wurde 1927 eine Kapellengemeinde.
Durch Fusion entstand 2007 aus den bisherigen Gemeinden St. Marien Hoheging-Kellerhöhe-Bürgermoor sowie St. Marien Bethen und St. Marien Varrelbusch die neue Pfarrei St. Marien Bethen-Kellerhöhe-Varrelbusch.
Am 1. Januar 2024 schlossen sich die Pfarreien in Bethen, Cappeln, Cloppenburg, Emstek, Essen, Lastrup, Lindern, Löningen und Molbergen zusammen zum Katholischen Kirchenverband „Pastoraler Raum Cloppenburg-Löningen“ mit Sitz in Cloppenburg.

## Glocken
Im kleinen aufgesetzten Kirchturm von St. Marien (Hoheging) hängt nur eine einzige Bronzeglocke, die den Schlagton as1 hat und 1990 von der Firma Petit & Edelbrock in Gescher gegossen wurde.

## Orgel
In der St.-Marien-Kirche in Hoheging gab es vor 1990 keine Pfeifenorgel. Das Angebot der von Franz Breil (Dorsten) 1953 geplanten Orgel wurde nicht verwirklicht. Erst 1990 baute die Firma Siegfried Sauer (Höxter) die aktuelle Kirchenorgel (II+P/20).
Das Instrument besitzt ein Hauptwerk (C - g3), ein Brustschwellwerk (C - g3)  und ein Pedal (C - f1). Die Schleifladen-Orgel hat 20 Register und 1284 Pfeifen. Die Spieltraktur und die Registertraktur sind mechanisch.